# Pierre César Gudin des Bardelières

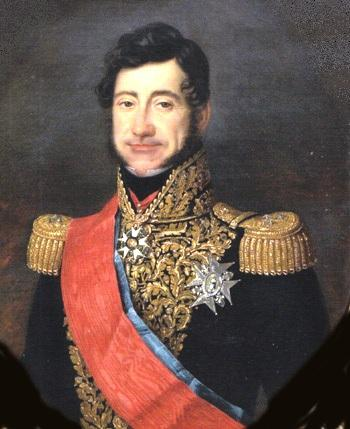
General Pierre Gudin, vor 1832

Pierre César Gudin des Bardelières (* 30. Dezember 1775 in Gien; † 13. Februar 1855 in Montargis) war ein französischer Général de division der Infanterie.

## Leben
Gudin des Bardelières stammt aus bürgerlichen Verhältnissen. Durch seinen älteren Bruder Charles Étienne machte er schon früh mit den Ideen der Revolution Bekanntschaft.
Am 16. Oktober 1785 trat Gudin des Bardelières als Kadett in die Militärschule von Brienne-le-Château ein und machte dort bald schon Karriere. Er nahm an der Belagerung von Mainz teil und half mit, unter Befehl von General Armand Gontaud den Aufstand der Vendée (1793/96) niederzuschlagen. Dabei wurde er vor Clisson verwundet.
Nach seiner Gesundung und weiterer Beförderung wurde er zum 15. Dezember 1795 Aide-de-camp seines Onkels, General Gudin. Mit Napoleon kam er während des Italienfeldzugs in den Stab von General Degiovanni. Anfang 1800 wechselte er zur Rheinarmee und wirkte ab 6. Februar dieses Jahres als Aide-de-camp seines Bruders Charles Étienne.
Gudin des Bardelières kämpfte bei Höchstedt (19. Juni 1800).
Im Stab von Marschall Louis-Alexandre Berthier kämpfte er bei Wagram (5./6. Juli 1806) und wurde ein weiteres Mal verwundet.
Nach seiner Genesung, wurde er zum Krieg in Spanien abkommandiert. Er kämpfte bei Murviedro (25. Oktober 1811) unter Befehl von General Louis Gabriel Suchet und wechselte später zu General Jean Isidore Harispe.
Nach der Schlacht bei Paris (30. März 1814) übernahm Gudin des Bardelières einige Jahre militärisch-administrative Aufgaben. Als Napoleon die Insel Elba verließ und dessen „Herrschaft der Hundert Tage“ begannen, schloss er sich wieder dem Kaiser an. Er nahm an der Schlacht bei Waterloo (18. Juni 1815) teil.
Anfang 1853 legte Gudin des Bardelières alle Ämter nieder und ließ sich in Montargis nieder. Am 13. Februar 1855 starb er im Alter von über 79 Jahren und fand seine letzte Ruhestätte auf dem Friedhof von Saint-Maurice-sur-Aveyron.

## Ehrungen
- 8. Juni 1809 Chevalier der Ehrenlegion
- 14. Februar 1810 Baron de l’Émpire
- 7. Mai 1811 Officier der Ehrenlegion
- 19. Juli 1814 Komtur des Ordre royal et militaire de Saint-Louis
- 18. Mai 1820 Commandeur der Ehrenlegion
- 5. Februar 1829 Großoffizier des Ordens Karls III.
- 3. April 1845 Grand Officier der Ehrenlegion
- Sein Name findet sich am südlichen Pfeiler (29. Spalte) des Triumphbogens am Place Charles-de-Gaulle (Paris)